# World’s End (Roman)
World’s End ist ein Roman von T.C. Boyle, der 1987 in den USA erschien und 1989 beim Hanser-Verlag in der deutschen Übersetzung von Werner Richter veröffentlicht wurde. 1988 wurde Boyle für das Werk mit dem PEN/Faulkner Award for Fiction ausgezeichnet.

## Inhalt
Ausgangspunkt des polyphon erzählten Generationenromans ist der Unfall von Walter Van Brunt, welcher an seinem 22. Geburtstag mit seinem Motorrad gegen eine Gedenktafel für Cadwallader Crane und Jeremy Mohonk fährt und anschließend die Vergangenheit seiner Familie aufrollt. Im Zentrum steht die über mehrere Jahrhunderte reichende Konfrontation zwischen den Familien Van Wart und den Van Brunt. Die Dauerhaftigkeit des Konflikts sowie seine Wurzeln werden auch durch die familieninterne Wiederverwendung bestimmter Vornamen deutlich gemacht. Von diesem Punkt an wechselt der Autor kapitelweise zwischen dem 17. Jahrhundert, dem Jahr 1929, 1949 und 1968, wobei die einzelnen Kapitel konventionell erzählt und die zentralen Stationen der Familiengeschichten chronologisch durchschritten werden. Boyle selbst bezeichnet seinen Roman als „historische Fuge“.
Der Erzählungsstrang im 17. Jahrhundert beginnt mit der Einwanderung der Familie Van Brunt. 1663 verlassen sie Holland um in Neu-Holland/Nordamerika als Pächter der Van Warts eine Farm zu betreiben. Nachdem diese bereits die Überfahrt bezahlt haben werden die Pächter von den tyrannischen Arbeitgebern wie Leibeigene behandelt. Die Van Brunts werden unter diesen Bedingungen von einer Welle des Unglücks erfasst. Dem ältesten Sohn Jeremias muss ein Fuß amputiert werden, der Vater stirbt, die Mutter und der jüngste Sohn Wouter folgen ihm ins Grab. Die Tochter Katrinchee brennt mit dem Indianer Mohonk durch. Der Waise Jeremias wird anschließend von den Pächtern der Nachbarsfarm Van Meulen aufgenommen, bis er nach der Rückkehr seiner Schwester Katrinchee mit dieser wieder ihre alte Farm bewirtschaftet. Katrinchee fühlt sich schuldig am Unglück der Familie, wird halb wahnsinnig und sucht den Tod. Jeremias wiederum heiratet die Tochter des schouts (Schultheiß) Neeltje und hat mit ihr sechs Kinder. Als die Pächter für Van Wart eine Straße bauen sollen, lehnt sich Jeremias zunächst auf. Nach der Drohung ihm die Pacht zu entziehen gibt er seinen Widerstand aber wieder auf, was von seinem ältesten Sohn Wouter als Verrat interpretiert wird. Nach dem Tod seines Vaters übernimmt Wouter die Leitung der Farm. Als den Van Brunts und Cadwallader Crane die Pacht gekündigt und die Familie von Jeremy Mohonk, Katrinchees Sohn, aus dem Gebiet vertrieben werden sollen rebellieren die drei Betroffenen. Wouter begeht letztlich einen Verrat, indem er um sein eigenes Leben zu retten die ganze Schuld den beiden anderen zuschreibt.
Der Handlungsstrang des Jahres 1929 stellt den letzten Vertreter des Stammes der Kitchawanken, Jeremy Mohonk, in den Mittelpunkt. Er ist ein Nachkomme von Katrinchee und dem Indianer Mohonk und besetzt das Land, auf dem einst die Farm der Van Brunts stand. Als Begründung seines Rechtes auf das Grundstück führt er an, dass es sich um Indianerland. und somit Teil seines Erbes sei. Sein Verhalten wird mit einer Verurteilung und der Einweisung in ein Zuchthaus bestraft. Wegen finanzieller Engpässe muss Rombout Van Wart das Land schließlich an den Schulrektor Pelethiah Crane verkaufen.
Auch noch 1949 ist Pelethiah Crane der Eigentümer des Geländes. Dort soll ein Konzert stattfinden, welches von einem politisch links stehenden Veranstalter organisiert wird. Das Organisationsteam und die Gäste werden von politisch rechts stehenden Schlägertrupps aus rassistischen Beweggründen zusammengeschlagen. Die Bewegung wird dadurch ermöglicht, dass Truman Van Brunt, der Vater des zu Beginn des Romans verunfallenden Walter, als Spion arbeitet und seine linken Freunde verrät. Er wiederholt damit die Tat seines Ahnen Wouter Van Brunt und verschwindet im Anschluss.
Nun kehrt der Erzähler zurück zur zuerst eingeführten Figur, welche die Beschäftigung mit der Vergangenheit seiner Familie anstößt und fokussiert sich auf das Jahr 1968. Wieder stellt er die beiden Familien Van Brunt und Van Wart gegenüber, deren Leben nach wie vor miteinander verschränkt bleiben. Der vom Vater verlassene Walter wurde von den einstigen Freunden des Flüchtigen aufgezogen und ist auch mit dem Nachkommen der einstigen Unterdrücker seiner Familie, Depeyester Van Wart, befreundet. Dessen Tochter Mardi lebt als Hippie und nimmt es mit der Moral- und Klassenschranken dementsprechend locker. Seine Frau, Joanna Van Wart, kümmert sich um Indianer und bekommt schließlich einen außerehelichen Sohn von Jeremy Mohonk, den sie ihrem Mann als seinen Sohn unterschiebt und der nun Erbe der Van Warts wird.
Walter sucht währenddessen seinen Vater und findet ihn in der nördlichsten Stadt Alaskas, wo er für seinen Verrat büßt. Nachdem Walter seinen Freund Tom Crane mit seiner durch ihn selbst verratenen und verlassenen Ehefrau gesehen hat, begeht er seinerseits Verrat, indem er im Hafen Cranes Schiff losbindet. Der Verrat bestimmt damit die gesamte Familiengeschichte der Van Brunts. Kurz darauf erfriert Walter im Schnee und teilt damit das Schicksal mit seiner Ahnin Katrinchee Van Brunt. Um die Reparatur des Schiffes zu bezahlen, muss Tom Crane nun das einstige Land der Van Brunts wieder an die Van Warts verkaufen.
Mit dem Tod von Walter stirbt die Linie der verräterischen Van Brunts ebenso aus wie die männliche Linie der Van Warts. Der Erbe der Familie wird das Kind von Joanna Van Wart und Jeremy Mohonk, einem Nachkommen von Katrinchee Van Brunt und deren Jeremy Mohonk. Somit wird der mehrere Generationen übergreifende Konflikt der beiden Familien durch eine Zusammenführung der verschiedenen familiären wie erzählerischen Stränge in einer Person beendet.

## Kritik
Bei der Buchvorstellung des Romans auf der Verlags-Webseite der Hanser Literaturverlage werden Kritiken zur Erstauflage von 1989 aus den Zeitungen Die Zeit (Ulrich Horstmann am 10. November 1989) und Die Welt (Herbert Mainusch am 28. Oktober 1989) zitiert. Ersterer hebt besonders Boyles Sprachstil als „ungemein phantasievolle, gewitzte Art und Weise“ hervor, während Letzterer die Einprägsamkeit der Handlung in Zeiten „in der Gelesenes schnell vergessen wird und Gesehenes rasch wieder in der Flut der Bilder versinkt“, betont.
Auf der Seite des dtv-Verlags wiederum werden lobende Stimmen von Jörn Radtke im Bücher Magazin, Günter Keil im Playboy und aus den Oberösterreichischen Nachrichten vom 21. Juni 2008 zitiert. Sie betonen die erzählerische Meisterschaft, die historische Ebene und den Witz in Boyles Werk.
Der Guardian betrachtet den Roman in einer Rezension von 2012 als einen der „übersehenen Klassiker der amerikanischen Literatur“ („Overlooked classics of American literature“). Die Charaktere und Handlungsstränge würden in dem Buch von Boyle „meisterhaft“ zusammengefügt („he brings them all together masterfully“).